# Glossaire du rugby à XV
Ce glossaire liste des termes spécifiques au rugby à XV. Pour un exposé des règles, on consultera avec profit règles du rugby à XV.
- Haut – A
- B
- C
- D
- E
- F
- G
- H
- I
- J
- K
- L
- M
- N
- O
- P
- Q
- R
- S
- T
- U
- V
- W
- X
- Y
- Z

Sauf indication contraire ou complémentaire, les informations mentionnées dans cette liste alphabétique peuvent être confirmées par les livres cités en bibliographie.

## 0-9
- 5 mètres : couloir de 5 mètres de large le long des lignes de touche.
- 5 mètres : ligne pointillée à 5 m des lignes de but, limite en deçà de laquelle ne peuvent être pratiquées ni touches ni mêlées.
- 50:22 : le 50:22 offre un avantage à l’équipe en possession du ballon si celle-ci trouve depuis son camp (avant la ligne des 50 mètres) une touche indirecte dans les 22 mètres adverses. L’équipe dite attaquante récupèrera alors le lancer.
- 10 mètres : zone de 10 mètres de part et d'autre de la ligne médiane, signalée par une ligne blanche.
- 10 mètres : lors d'une pénalité, distance de recul minimale que doivent respecter les joueurs de l'équipe pénalisée. Les arbitres emploient parfois l'expression « à dix mètres ! » pour indiquer à l'équipe sanctionnée qu'elle doit reculer et ne pas empêcher les joueurs adverses de jouer dans la zone de 10 mètres au-delà du point de pénalité.
- 15 mètres (ligne des) : ligne signalée par des pointillés située à 15 mètres de la ligne de touche, limite arrière de l'alignement lors des remise en jeu de touche. C'est aussi sur cette ligne que s'effectuent pénalités, coups francs et mêlées sanctionnant les fautes de remise en jeu de touche.
- 22 mètres : zone de 22 mètres de profondeur dans le champ de jeu située entre la ligne de but, les lignes de touche et la ligne des 22 mètres.
- 89 : combinaison classique en mêlée fermée. Une fois que le ballon lui arrive, le troisième ligne centre (no 8) se détache du reste de la mêlée et s'en saisit, pour ensuite le passer au demi de mêlée (no 9) resté en arrière du pack.

## A
- Ailier : joueur situé à l'extrémité de la ligne de trois-quarts, soit à gauche (ailier gauche, n°11), soit à droite (ailier droit, n°14).
- Alignement : désigne l’ensemble des joueurs des deux équipes lors d’une touche.
- All Blacks : surnom de l'équipe de Nouvelle-Zélande de rugby à XV.
- Alternance : tactique visant à varier le jeu en « alternant » le jeu au pied et le jeu à la main.
- Annonce : phrase ou mot-clé, si possible incompréhensible pour l'adversaire, prononcé par un joueur de l'équipe attaquante pour lancer un enchaînement répété à l'entraînement. Les annonces se font en général avant la reprise du jeu : avant une touche (on « annonce » l'endroit où le ballon va être lancé) ou avant une mêlée (on indique par exemple un départ à gauche, à droite, un coup de pied à suivre ou une « 89 » (voir). (Voir combinaison, lancement de jeu.)
- Arbitrage : équipe hiérarchisée d'arbitres administrant un match.
  - l'arbitre de champ est l'arbitre principal.
  - deux arbitres de touche. Voir juge de touche.
  - Arbitre vidéo : au plus haut niveau, un arbitre de champ peut faire appel à un arbitrage vidéo lorsqu'il a un doute sur une action de jeu qui a conduit potentiellement à un essai ou à une faute grave. Un quatrième arbitre observe l'action au ralenti sur écran vidéo et communique sa conclusion à l'arbitre de champ. L'arbitrage vidéo est pratiqué pendant les matchs internationaux et pendant certains matchs de championnat qui sont retransmis à la télévision.
  - Arbitre d'en-but : arbitre placé dans l'en-but chargé exclusivement de vérifier la validité des essais dans le championnat de France professionnel (Top 14) depuis l'automne 2004. Synonyme : juge d'en-but.
- Arrêt-buffet : plaquage puissant au niveau du torse (buffet en argot) qui stoppe net l’adversaire.
- Arrêt de volée ou marque : action qui consiste à récupérer le ballon lorsqu’il a été tapé au pied par l’adversaire - le ballon n'a touché ni le sol, ni un autre joueur, mais peut avoir touché les poteaux. Cette action est possible uniquement dans ses propres 22 mètres (ou dans son en-but, ce qui est rare mais possible) et nécessite de crier « marque ». Elle donne lieu ensuite à un coup franc joué exclusivement par celui qui a rattrapé la balle qui, étant dans ses 22 mètres, peut taper directement en touche. La possession de la balle reviendra alors à l'équipe adverse.
- Arrière : dernier rempart avant la ligne d'en-but, il reste souvent en retrait pour récupérer les ballons frappés au pied par l'équipe adverse mais il peut apporter sa contribution à l'offensive de son équipe en amenant le surnombre : on dit alors qu'il « s'intercale » il porte traditionnellement le numéro 15,
- Arrières (les) : terme générique qui désigne les joueurs qui évoluent aux postes de trois-quarts ou d'arrière, traditionnellement avec les numéros 11 à 15
- Ascenseur : action qui consiste à soulever un partenaire lors d'une touche ou d’une remise en jeu au pied afin qu’il attrape plus facilement le ballon.
- Attaque classique : action offensive par les trois-quarts qui se transmettent le ballon de main en main, sans faire d'en avant, de manière à déplacer le jeu rapidement vers une des ailes et tenter ainsi de déborder l'adversaire.
- Aux citrons : synonyme de la mi-temps.
- Avantage : cette règle est appliquée par l'arbitre qui a le droit de laisser une action se dérouler, même si une faute de l'adversaire a été commise, si l'action est favorable à l'équipe qui n'a pas fait de faute. Elle a pour but de donner une plus grande continuité au jeu en diminuant le nombre d'arrêts pour infractions. Si la continuation du jeu ne donne pas un avantage suffisant à l'équipe attaquante, alors l'arbitre peut décider de revenir au point de départ de l'action et siffle la faute de l'adversaire. Contrairement à ce qui se passe au football, l'avantage peut durer assez longtemps au rugby. C'est l'arbitre de champ qui indique, par un signe conventionnel, la période couverte par l'avantage. Si l'avantage n'est pas favorable alors l'arbitre revient à la faute commise.
- Avants (les): on désigne par avants les joueurs qui forment la mêlée. Ils portent traditionnellement les numéros 1 à 8 : deux piliers et un talonneur en première ligne, deux deuxième ligne, deux troisième ligne aile et un troisième ligne centre en troisième ligne.
- Axe profond (progresser dans l') : progresser en priorité suivant un axe parallèle aux lignes de touche. L'intention est d'aller le plus rapidement possible vers l'en-but adverse.

## B
- Baa-Baas : surnom donné aux Barbarians.
- Bajadita : technique de poussée en mêlée inventée en Argentine[1].
- Ballon mort : le ballon est dit « mort » quand il quitte l’aire de jeu ou quand l'arbitre interrompt le jeu courant.
- Ballon vivant : le ballon est dit « vivant » quand il est en jeu sur l'aire de jeu et tant que l'arbitre n'interrompt pas le jeu courant.
- Ballon porté : Voir #Maul.
- Banana kick (coup de pied banane) : botté sur le côté du ballon qui lui fait suivre une ligne courbe dans l'air, généralement pour essayer de le faire tomber directement en touche et éviter d'être intercepté par l'ailier adversaire.
- Banc : ensemble des joueurs remplaçants inscrits sur la feuille de match et permettant, soit le remplacement de joueurs blessés, soit le coaching
- Barbarians: le Barbarian Football Club, plus communément appelé Barbarians, est un club de rugby britannique fondé en 1890 qu'on ne peut rejoindre que sur invitation de ses membres. Le club est ouvert aux joueurs non britanniques, français notamment, qui illustrent l'idée du beau jeu prôné par les Barbarians. Ce club a fait des émules avec les Barbarians de France, de Nouvelle-Zélande, d'Australie, d'Afrique du sud, des Fidji et d'Argentine.
- Béchigue : terme occitan désignant le ballon, signifiant littéralement « vessie » matériau des premiers ballons (veishiga, en occitan.)
- Bille en tête : aller au contact avec la tête en avant pour impressionner l'adversaire.
- Biscotte : désignation familière du carton jaune.
- Biscouette : petite passe peu académique ou originale.
- Black Ferns : surnom donné aux joueuses de l’équipe de Nouvelle-Zélande féminine de rugby à XV
- Bleuets (les) : surnom donné aux joueurs de l'équipe de France de rugby à XV des moins de 20 ans
- Bleus (les) : surnom donné aux joueurs de l'équipe de France de rugby à XV
- Board (le) : l'International Rugby Board, organisation garante des règles et de l'organisation du rugby international fondée en 1890 et renommée World Rugby en 2014.
- Boîte à gifles (la) : ouverte pour régler quelques comptes, sans avoir recours à des coups violents qui conduiraient à une expulsion par l'arbitre; sert surtout d'avertissement et indique à l'adversaire qu'il y a des limites à ne pas dépasser.
- Botter : taper dans le ballon au pied.
- Botteur : désigne le joueur de l'équipe chargé des coups de pied lors des phases statiques (coup d'envoi, coup de pied de renvoi, renvoi aux 22 mètres, pénaltouche).
- Bouchon : gros plaquage sur un adversaire.
- Bouclier : Trophée remplaçant la traditionnelle coupe dans quelques compétitions de rugby comme le championnat de France de première division et son célèbre Bouclier de Brennus.
- Bouclier d'entraînement/de percussion : objet en mousse muni de lanières, permettant de travailler les percussions à l'entraînement tout en se protégeant.
- Box kick (coup de pied dans la boîte) : botté exécuté derrière une mêlée, normalement par le demi de mêlée, pour dégager son camp, mettre la pression sur l'adversaire ou récupérer le ballon en remportant le duel dans les air, dans l'espace derrière la mêlée ouverte ou la ligne défensive (la boîte).
- Bras cassé : autre appellation du coup franc, qui fait référence au geste de l’arbitre pour l’indiquer.
- Brave Blossoms : (Les fleurs courageuses. Originellement les Cherry Blossoms : les fleurs de cerisier) surnom de l'équipe du Japon de rugby à XV.
- Brique (envoyer une) : Voir Pizza.
- bunker : règle qui permet au corps arbitral vidéo de rejuger l'action pour voir si le carton jaune peut-être transformé en rouge, tout en laissant le jeu se dérouler.
- But : toute action dans laquelle le ballon passe entre les poteaux à la suite d'un coup de pied (pénalité, transformation, drop-goal).
- Buteur : joueur spécialisé, chargé de l'exécution des coups de pied au but (pénalités, transformations).

## C
- Cadrage débordement (en langage familier : cadrage débord ou cad' déb'): action qui consiste à fixer un adversaire en courant vers lui puis à le déborder par un pas de côté[2].
- Cadrage décalage : action qui consiste à fixer un adversaire en courant vers lui puis à faire une passe à son coéquipier qui profite du décalage créé pour franchir la ligne de défense.
- Cannes (les) : les jambes. Un joueur qui a des cannes est un joueur rapide.
- Canucks : surnom de l'équipe du Canada de rugby à XV
- Cape : vient du mot anglais cap, « casquette », couvre-chef donné à tout joueur sélectionné en équipe nationale au Royaume-Uni, puis en France, portant la date de la première sélection et le nom de l’adversaire rencontré. À l'origine, il fallait avoir deux sélections pour y avoir droit. Par métonymie, une cape désigne une sélection en équipe nationale.
- Caramel : plaquage violent ou spectaculaire. Voir bouchon.
- Carence (règle de la) : règle encadrant l'organisation des mêlées, lorsqu'une équipe se trouve dépourvue de joueur apte à jouer en première ligne.
- Cartons : un carton  jaune est montré par l’arbitre à un joueur pour l’exclure du match pendant dix minutes. Un carton rouge indique que le joueur est expulsé définitivement du match pour faute grave.
- Cartouche : appellation familière pour désigner un plaquage particulièrement puissant.
- Casquette : passe à suivre. Coup de pied offensif court, peu haut, pour soi ou un partenaire très proche, consistant à passer par-dessus la ligne de défense adverse.
- Casse-pipe (envoyer au) : faire une passe à un partenaire alors qu'il ne pourra pas éviter le plaquage (parfois appuyé) de l'adversaire (en anglais : Hospital pass ou passe pour envoyer un partenaire à l'hôpital).
- Casser le jeu : on dit qu'une équipe casse le jeu lorsqu'elle tente par différents moyens d'interrompre le cours du jeu, un arbitre peut aussi " casser le jeu " en sifflant une pénalité pour l'équipe attaquante sur une faute de celle défensive plutôt que d'appliquer la rêgle de l'avantage et de laisser l'action se dérouler et voir potentiellement l'équipe attaquante marquer un essai. Un tel arbitrage peut, en cas de pénalité manquée, se solder au maximum par une perte de 7 points pour l'équipe attaquant correspondant aux 5 points de l'essai et aux deux de la transformation.
- Cathédrale : désignation familière d'un plaquage spectaculaire dans lequel le plaqué est retourné, en l'air, à la verticale. Ce type de plaquage est interdit depuis 2006 (risque de traumatisme cervical) et passible de sanction envers le plaqueur.
- Centre : voir trois-quarts centre.
- Champagne (pratiquer un rugby) : qui favorise l'attaque par les trois-quarts, plutôt que le jeu par les avants.
- Chandelle (faire une) : action qui consiste à taper le ballon très haut pour laisser le temps à ses coéquipiers d’arriver au point de chute du ballon lorsque ce dernier est sur le point d’être récupéré par l'adversaire (en anglais bomb, pour les Écossais up and under et garryowen en Irlande).
- Charge : action consistant à aller directement au contact de l'adversaire, sans chercher à l'éviter, ballon en main.
- Charnière : désigne le demi de mêlée (n°9) et le demi d'ouverture (n°10) qui font la « charnière » entre les avants (n°1 à 8) et les arrières (n°11 à 15).
- Chef de gare : arbitre sifflant sans arrêt et ne laissant pas appliquer la règle de l'avantage.
- Chistera : passe effectuée dans le dos, en jetant le bras vers l'arrière, généralement par un demi de mêlée. Le terme est utilisé par analogie avec une variante du jeu de pelote basque dont la balle est lancée par un geste similaire à l'aide justement d'une chistera, un panier (xister en basque et cesta en espagnol) en osier fixé à la main du joueur par un gant en cuir.
- Cinq-huitième : terme utilisé surtout par les anglosaxons pour désigner un joueur qui tient un rôle hybride entre demi d'ouverture et trois-quarts centre, en référence au poste de 5/8 du rugby à treize. Dans l'hémisphère sud, et surtout en Australie où le XIII est roi, le XV s'inspire beaucoup du XIII et de ses méthodes, notamment dans les lancements de jeu après un ruck, d'où la référence.
- Coaching : pratique qui consiste à utiliser les remplaçants de manière stratégique.
- Cocotte : synonyme de maul.
- Coller un timbre : plaquer un adversaire sévèrement. Synonyme d'arrêt buffet, de tampon ou de caramel.
- Combat : terme désignant les efforts consentis pour s’emparer du ballon ou pour le conserver. Synonyme : affrontement, conquête.
- Combinaison : enchaînement d'actions précises répété à l'entraînement et annoncé pendant le match en fonction des circonstances. Certaines combinaisons portent des noms qui les rendent faciles à retenir pour les joueurs (la Berbize, la Marshall etc.) (Voir annonce et lancement de jeu)
- Conquête : voir combat.
- Contest : récupération individuelle du ballon, à la main ou au pied.
- Contre-ruck : poussée individuelle ou collective pour récupérer le ballon dans son propre camp lors d'un ruck.
- Côté ouvert  (ou  grand côté)  : après un point de fixation (mêlée, regroupement etc), désigne le côté le plus large par rapport aux lignes de touche.
- Côté fermé  (ou  petit côté)  : après un point de fixation (mêlée, regroupement etc), désigne le côté le plus étroit par rapport aux lignes de touche.
- Couloir : intervalle qui sépare les deux lignes de joueurs lors d'une remise en jeu à la touche.
- Coup d'envoi (donner le) : action qui marque le début d'un match ou le redémarrage de celui-ci après la mi-temps.
- Coup de pied à suivre : coup de pied en direction de la ligne de but adverse effectué de manière qu'un partenaire (ou le joueur lui-même) puisse récupérer le ballon
- Coup de pied franc ou coup franc: sanction ordonnée par l’arbitre après certaines actions de gravité « moyenne » (ex. : trop de joueurs en touche...). Contrairement à la pénalité, il ne permet pas de tenter un tir au but direct et une touche trouvée suit la règle ordinaire. Il peut être joué par n’importe quel type de coup de pied, ou être remplacé par une mêlée, sur demande de l'équipe bénéficiaire. Le coup de pied doit être joué sur ou derrière la marque, sur une ligne passant par cette marque. Le botteur n’a pas le droit de feindre un coup de pied franc. Dès qu’il amorce son mouvement pour botter, l’adversaire peut charger. Les joueurs de l’équipe adverse doivent se replier en direction de leur propre ligne de but et se placer au moins à 10 mètres de la marque du coup de pied franc ou atteindre leur propre ligne de but, si celle-ci est plus proche de la marque. Également appelé bras cassé. Le coup de pied de renvoi sur arrêt de volée ressemble au coup franc, avec la nuance que c'est l'auteur du marque qui doit exécuter le renvoi.
- Coup de pied placé : tentative de pénalité ou de transformation où le buteur « place » le ballon au sol. Synonyme de tir au but.
- Coup de pied de recentrage : coup de pied donné dans le ballon par un joueur proche de la ligne de touche (c'est souvent l'ailier) afin de le ramener vers le milieu du champ de jeu pour prolonger l'action.
- Coup de pied de renvoi : remise en jeu du ballon effectuée au centre du terrain après des points marqués par l'adversaire, ou dans ses propres 22 mètres après un touché en but.
- Coup de pied tombé : voir drop.
- Crampons : synonyme de chaussures à crampons. Le choix est fonction de la place du joueur dans l'équipe, de la recherche de stabilité pour les crochets ou pour la tenue en mêlée et de l'état de la pelouse du terrain. Nettoyer ses crampons est un mauvais geste consistant à marcher volontairement sur un adversaire au sol et se jugeant a minima par une pénalité contre le joueur fautif.
- Cran d'arrêt : voir Jackknife.
- Cravate : plaquage à hauteur du cou ou du visage effectué le bras tendu. Considéré comme jeu dangereux
- Crochet : brusque changement d'appuis pour déborder un adversaire.
- Croisée : voir passe croisée.
- Crunch (le) : dans le cadre du Tournoi des Six Nations, c'est le match Angleterre-France qui est pour ces deux nations le match le plus important (équivalent de gros morceau ou choc de titans)[3].
- Cuillère (faire une) : faire perdre l'équilibre à un adversaire en pleine course en tapant légèrement l'une des chevilles pour que celle-ci vienne se placer derrière l'autre provoquant ainsi un croc-en-jambe. Cela n'est autorisé qu'à haut-niveau (seniors pro).
- Cuillère de bois : trophée symbolique traditionnellement attribué à l'équipe ayant perdu tous ses matchs au cours du Tournoi des six nations. Ce trophée n'a aucune existence réelle.

## D
- Débordement : action pouvant être, soit individuelle à partir des performances d'un joueur (crochet, vitesse de course, raffut, impact physique) , soit collective grâce au décalage.
- Décalage : situation que créent les joueurs quand leur ligne se trouve en nombre supérieur (surnombre) par rapport à celle de la défense.
- Déblayage : action consistant à écarter en le poussant un adversaire qui gêne la sortie du ballon dans un regroupement. Synonyme de nettoyage.
- Déblayeur : synonyme de nettoyeur.
- Dégagement/Dégager/Se dégager : action consistant en général à taper le ballon au pied depuis son camp vers l'avant ou vers la touche sous la pression de l'adversaire.
- Demis (les) : terme générique qui désigne un demi de mêlée et un demi d'ouverture
- Demi de mêlée : joueur portant traditionnellement le numéro 9, chargé de mettre le ballon en jeu dans une mêlée
- Demi d’ouverture : joueur portant traditionnellement le numéro 10, chargé notamment de l’orientation du jeu de son équipe et de faire la liaison avec les trois-quarts. Il est en général doté d’un bon coup de pied. Synonyme : ouvreur.
- Déployé (jeu) : phase de jeu où les joueurs sont disposés sur la largeur du terrain et jouent dans l'axe latéral pour contourner l'adversaire.
- Deuxième ligne : joueurs portant traditionnellement les numéros 4 et 5, ils sont en deuxième ligne dans une mêlée ordonnée et sont chargés :
  - avec les premières lignes, de pousser en mêlée et d'obtenir un avantage sur toutes les phases de regroupement ;
  - avec les troisièmes lignes, de capter les ballons en touche.
- Dribbling : anglicisme désignant une action par laquelle un joueur pousse le ballon avec le pied.

- Drop :

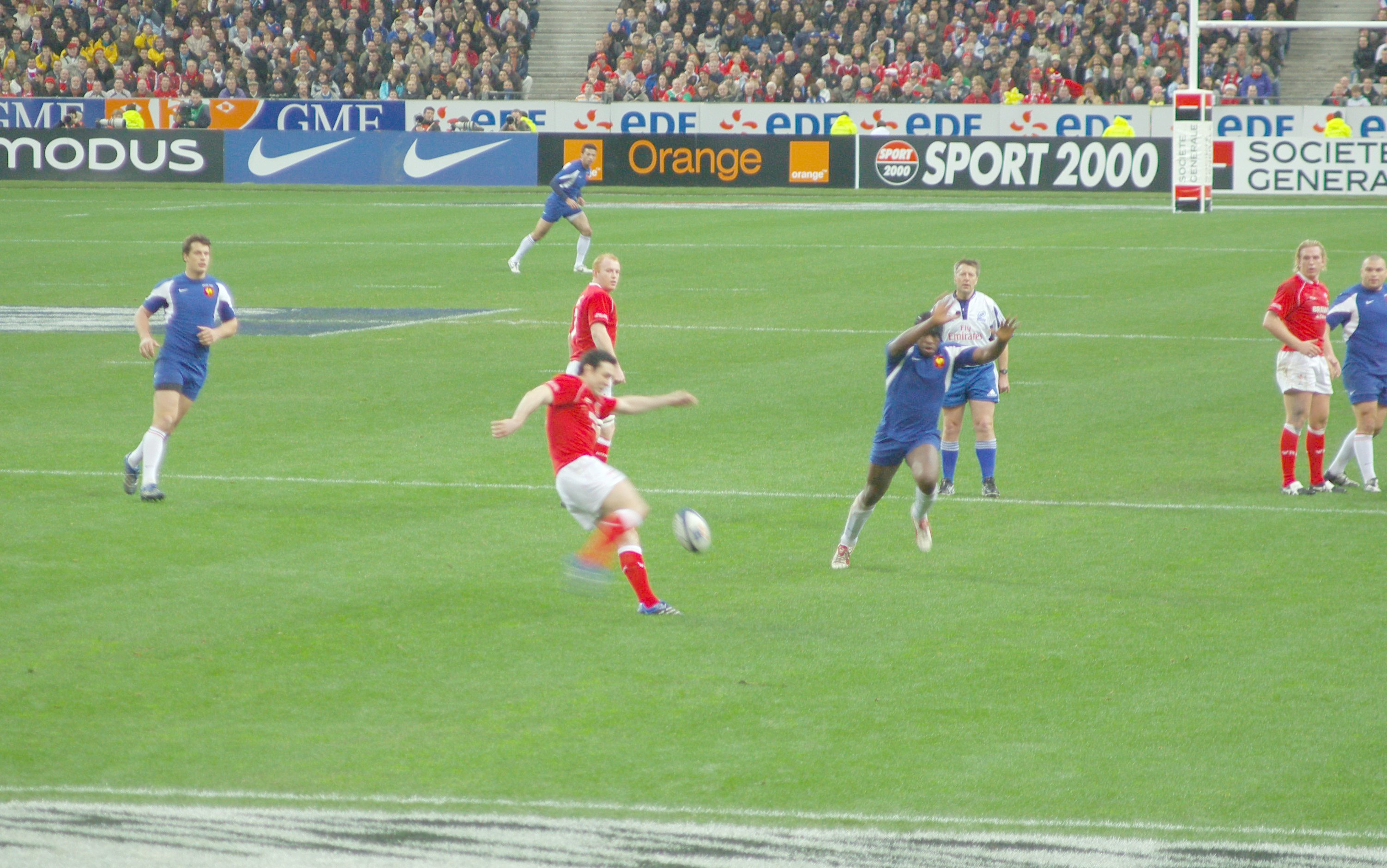
Drop de Stephen Jones lors de France-Galles en 2007.

  1. Action dans laquelle le ballon est lâché des mains et frappé du pied juste après son rebond au sol. Ce type de coup de pied sert pour certaines remises en jeu (renvoi aux 22 mètres par exemple), mais aussi à marquer des points si le ballon passe entre les poteaux (sur pénalité, transformation, mais aussi en cours de jeu: voir drop-goal).
  2. Synonyme de drop-goal.
- Drop-goal (de l'anglais dropped goal, but tombé) : coup de pied frappant le ballon juste après le rebond et qui le fait passer entre les poteaux adverses en cours de jeu (on dit qu'on passe un drop). Cette action vaut trois points si elle est réussie. Souvent abrégé en « drop ».

## E
- Eagles : surnom de l'équipe des États-Unis de rugby à XV
- Écran : obstruction effectuée par un joueur qui passe devant un de ses coéquipiers porteur du ballon et empêche ainsi l'adversaire de le plaquer.
- Écroulé : se dit de toute phase debout qui se termine au sol. Voir aussi mêlée écroulée.
- Effondré : synonyme de écroulé (voir).
- En-avant (faire un)  : se produit lorsque le joueur attaquant laisse tomber ou passe le ballon en direction de la ligne de but adverse, et non en arrière comme la règle l'ordonne.
- En-but : zone située derrière les poteaux de chaque équipe, délimitée par quatre lignes continues formant un rectangle, où on marque l'essai.
- Éponge magique : éponge utilisée par le soigneur d'une équipe et qui doit être magique pour remettre sur pied certains joueurs. Ce terme est spécifique au rugby.
- Essai : action consistant pour un attaquant à aplatir le ballon dans l'en-but adverse. À l'origine (et jusqu'en 1887), le fait de porter le ballon au-delà de la ligne de but adverse ne valait aucun point, mais permettait « d'essayer » de faire passer le ballon au pied entre les poteaux pour marquer un but, et ainsi de transformer l'essai. L'essai vaut aujourd'hui 5 points. (voir points)
- Essai de pénalité : Essai accordé par l'arbitre à l'équipe attaquante s'il estime que l'équipe qui défend dans ses 22 mètres a commis une faute grave, le plus souvent en faisant de l'anti-jeu empêchant l'équipe attaquante de marquer un essai, ou après une série de fautes volontaires.
- Étayage/Étayer : action consistant à venir se caler debout contre un ou plusieurs adversaires lors d'un ruck ou d'une mêlée ouverte pour l'empêcher de récupérer le ballon au sol par sa poussée, et permettre au demi de mêlée de sortir le ballon du regroupement dans de bonnes conditions. Le joueur « étaye » le regroupement en se comportant comme un madrier dans une construction.

## F

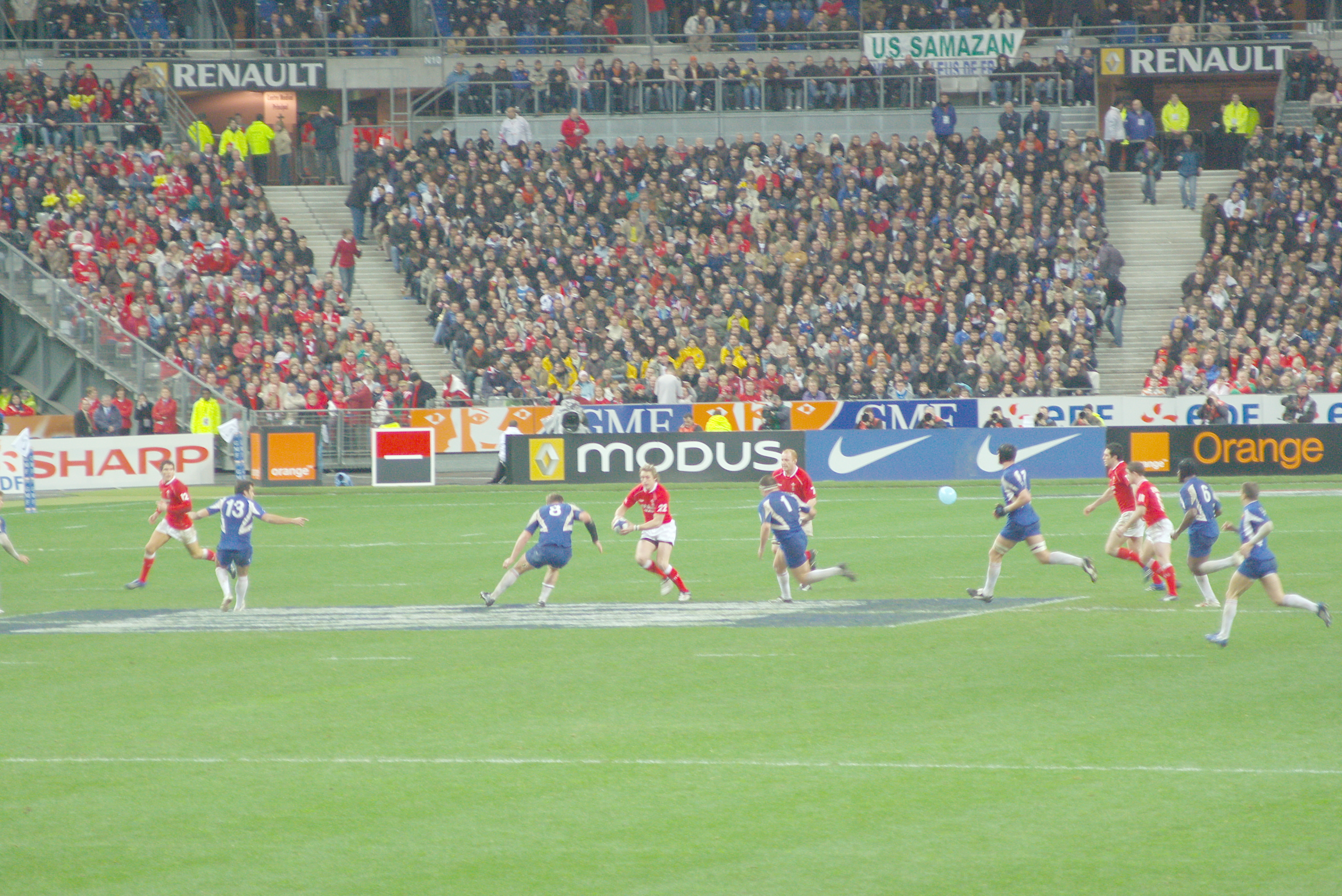
Joueur gallois porteur du ballon fixant le N°8 lors de France-Galles en 2007.

- Feuille de match : l'entraineur inscrit sur ladite feuille de match les patronymes et numéros de licence des joueurs de champ et des remplaçants (le banc) qui constitueront l'équipe entrant dans la compétition.
- Fixer (un adversaire) : action par un joueur portant la balle qui incite le plaquage par un adversaire afin de libérer un espace pour un partenaire à qui le joueur va transmettre le ballon
- Flanker: terme anglais qui désigne un troisième ligne aile.
- « Flexion. Liez. Stop. Jeu ! » : ordres donnés par l’arbitre pour faire effectuer une mêlée.
- Flying Fijians (The) : surnom de l'équipe des Fidji de rugby à XV
- Fondamentaux : terme (toujours au pluriel) qui désigne les phases statiques (mêlée fermée et touche). Il faut respecter les fondamentaux pour espérer gagner un match.
- Fourchette : mauvais geste consistant dans les regroupements à neutraliser son adversaire en lui enfonçant deux doigts tendus dans les yeux.
- Franchir (la ligne) / Franchissement (de la ligne) : action offensive consistant à passer au travers de la ligne de défense (en anglais line break), soit en portant le ballon, individuellement (par un line breaker ou briseur de ligne) ou collectivement, soit en le bottant pour le récupérer derrière le rideau défensif adverse, qui se concrétise par un gain de terrain.
- Frigo (au) : désignation familière d'un joueur exclu temporairement après avoir reçu un carton jaune, d'un joueur évincé de l'équipe ou relégué sur le banc des remplaçants.
- Full house : littéralement « maison pleine », cette expression anglaise désigne la performance consistant pour un joueur à inscrire au cours d'une même rencontre au moins un essai, un drop goal, une pénalité et une transformation, soit les quatre manières de marquer des points.

## G
- Grand Chelem : performance consistant pour un des participants au Tournoi des Six Nations à remporter tous ses matchs au cours d’une même édition.
- Gratter (un ballon) : action consistant à récupérer le ballon dans un regroupement ou un ruck. Si le joueur qui gratte le ballon n'est pas sur ses appuis, il s'agit d'une faute répréhensible d'une pénalité.
- Gratteur (de ballon) : joueur spécialisé dans la récupération des ballons dans les regroupements et les rucks (Exemple : Richie McCaw ou George Smith).
- Gonfle (la) : le ballon. "Faire chanter la gonfle" : jouer une longue série de passes. "Dorloter la gonfle" : garder la balle durant un temps respectable durant un maul.
- Gros (les) : terme familier qui désigne les avants.
- Groupé pénétrant : maul efficace qui avance de manière substantielle.

## H
- Haka : chant guerrier issu de la culture māori. Chaque équipe nationale du Pacifique Sud a sa ou ses propre(s) danse(s) (le cibi fidjien, le Kailao tongien, le Siva tau samoan et les célèbres Ka mate et Kapa o Pango néozélandais), exécutée avant le début de chacune de leurs rencontres après les hymnes et avant le coup d'envoi.
- Herbage (mettre un joueur à l') : laisser un joueur au repos pour quelques matchs.
- Hors-jeu : un joueur est hors-jeu s'il se trouve soit devant un coéquipier qui porte le ballon, soit devant un coéquipier qui a joué en dernier le ballon. L'arbitre est fondé à sanctionner le joueur se trouvant dans cette position si elle gêne l'adversaire.

## I
- Impact-player : se dit d'un joueur que l'on fait entrer en cours de jeu, et dont la tonicité et la fraîcheur physique l'avantagent par rapport aux adversaires. Ce terme emprunté à l'anglais, apparaît avec la pratique du coaching.
- Ikale Tahi : Surnom de l'équipe des Tonga de rugby à XV
- Intercaler (s') : fait pour un joueur de venir se placer dans la ligne d'attaque à un emplacement que son poste naturel ne prévoit pas mais que l'action nécessite pour créer un surnombre. On le dit le plus souvent de l'ailier côté fermé qui se place auprès des centres, ou de l'arrière qui se place dans l'attaque entre le deuxième centre et l'ailier grand côté (ouvert).
- Intervalle : espace situé entre deux joueurs. Toutes les équipes cherchent à « jouer dans les intervalles » pour gagner du terrain.
- Introduction / Introduire : action effectuée par le demi de mêlée, consistant à envoyer le ballon à l'intérieur d'une mêlée ordonnée entre les deux premières lignes.

## J
- Jackknife (cran d'arrêt) : technique utilisée par un joueur qui se trouve au sol sous la mêlée pour sortir le ballon et qui consiste à s'étendre de tout son long vers son camp avec le ballon à bout de bras.
- Jaunards : surnom donné aux joueurs de ASM Clermont Auvergne, en référence à la couleur jaune de leurs maillots.
- Jeu courant : se dit lorsque le ballon est en jeu entre les phases de regroupement. S’oppose au regroupement et aux phases statiques.
- Jeu de ligne : ensemble des actions offensives menées par les joueurs alignés qui se passent le ballon. S’oppose au jeu d’avants.
- JIFF (joueurs issus des filières de formation)[4] : règlement entrant en vigueur lors de la saison 2010-2011 du Top 14 qui a pour but de donner plus de place aux joueurs formés en France. Chaque club doit ainsi compter dans son effectif de référence au moins 55 % de joueurs JIFF. Pour être considéré comme un joueur JIFF il faut soit avoir passé cinq saisons comme licencié à la fédération française de rugby avant l'âge de 21 ans, soit avoir passé trois saisons au sein d'un centre de formation entre 16 et 21 ans[5].
- Jodonnade : Faute de main involontaire prenant le plus souvent la forme d'un jonglage du ballon, mais se finissant toujours par un en-avant. Régionalisme employé à l'Ouest d'une ligne Périgueux-Rouen.
- Joug : machine qui permet aux avants de travailler spécifiquement la mêlée fermée. Le nom vient du fait que les joueurs de première ligne passent la tête sous des montants, comme des bœufs sous un joug[6].
- Juge de touche : officiel de match qui suit le déroulement du jeu de l'extérieur du terrain et d'où il signale l'endroit où le ballon sort en touche. Il peut aussi se placer derrière les poteaux pour vérifier si le ballon passe entre les poteaux lors des tentatives de pénalité et les transformations d'essais. À haut niveau, il a aussi une responsabilité d'assistance à l'arbitre principal d'abord en matière de jeu dur, puis pour lui signaler d'éventuelles fautes de jeu que celui-ci n'aurait pas pu détecter en raison de sa position sur le terrain.

## L
- Lancement (de jeu) : possibilité d'attaque, en général répétée à l'entraînement, offerte à une équipe qui récupère le ballon à la suite d'une phase statique (voir). (Voir annonce et combinaison)
- Lancer : remise en jeu du ballon lors d'une touche. Longtemps effectué par les ailiers ou par les demis de mêlée, les lancers sont désormais l'apanage des talonneurs.
- Large (jouer au/jeu au) : fait d’envoyer le ballon loin des regroupements vers les joueurs placés en position de trois-quarts. Indique en général une prise de risque. Contraire de jouer/jeu au près, au ras et de petit périmètre. Jeu côté ouvert plutôt qu'au fermé.
- Lelos : surnom de l'équipe de Géorgie
- Libération de la balle : mise à disposition du ballon pour ses coéquipiers, par exemple après un maul ou un ruck.
- Lier (se) / Liaison : fait de s’accrocher par les bras et les mains à un coéquipier où à un adversaire dans certaines phases (mêlée ouverte, mêlée fermée et maul).
- Ligne : consiste à faire une ligne de défense avec les joueurs de rugby.
- Lions : les Lions britanniques et irlandais (auparavant appelés Lions britanniques) ou plus couramment appelés Lions est une équipe composée des meilleurs joueurs d'Angleterre, d'Écosse, du Pays de Galles et d'Irlande.
- Loups : surnom de l'équipe du Portugal de rugby à XV.

## M
- Maillot : vêtement sportif porté par un joueur lors d'un match.
- Manchette : synonyme de cravate.
- Manette : synonyme de l'en avant. On dit que le joueur fait une manette.
- Manu Samoa : surnom de l'Équipe des Samoa de rugby à XV
- Marque : peut être accordé par l'arbitre lorsqu'un défenseur récupère parfaitement dans ses 22 mètres ou dans l'en-but un ballon aérien (excepté sur remise en jeu au centre, mais possible sur pénalité) avant rebond et avant qu'elle ne touche un autre joueur et crie « Marque ! ». L'arbitre accorde alors à ce joueur une remise en jeu au pied. Si ce joueur ne peut le taper, il accorde à la place une mêlée à son équipe.
- Marqueur : se dit d'un joueur qui marque des points. Les joueurs les plus susceptibles d'être marqueurs sont les « buteurs », ainsi que les trois-quarts. Une tendance consiste à « honorer » les marqueurs par des palmarès du type « meilleur marqueur ».
- Maul (anglais : « malmener »), aussi appelé ballon porté : constitué par un joueur debout portant le ballon, un ou plusieurs adversaires et un ou plusieurs coéquipiers qui sont liés à lui. Les joueurs de l’équipe attaquante doivent être sur leurs pieds et avancer vers la ligne de but adverse, sinon l’arbitre est forcé d'arrêter le jeu et ordonner une mêlée en rendant l’introduction à l’équipe défendant. Un maul qui avance bien est un groupé pénétrant (voir). S'il avance en permettant à ses participants de sortir du maul puis d'y revenir régulièrement pour maintenir sa marche, on parle de « maul déroulant ».
- Mêlée : employé seul, ce terme désigne la mêlée fermée (voir).
- Mêlée à cinq (mètres) : une mêlée est ordonnée sur la ligne pointillée des 5 mètres, avec introduction du ballon par l'adversaire, lorsqu'un joueur « aplatit » (fait un touché en but) dans son propre en-but puisqu'il n'a pas d'autre choix ne pouvant dégager la balle au pied soumis par la pression adverse.
- Mêlée écroulée/effondrée : se dit d'une mêlée qui s'effondre après que les piliers et le talonneur ont été forcés de tomber sur place. C'est aussi une faute qui peut être sanctionnée si elle est volontaire et destinée à freiner la progression adverse.
- Mêlée fermée : synonyme de mêlée ordonnée.
- Mêlée ordonnée : action de jeu pendant laquelle les huit avants d'une même équipe se lient et affrontent les huit avants de l'équipe adverse à la poussée dans le but de conquérir le ballon qui est remis en jeu par le demi de mêlée dans le couloir les séparant. Synonyme : mêlée fermée.

- Mêlée ouverte : voir ruck.

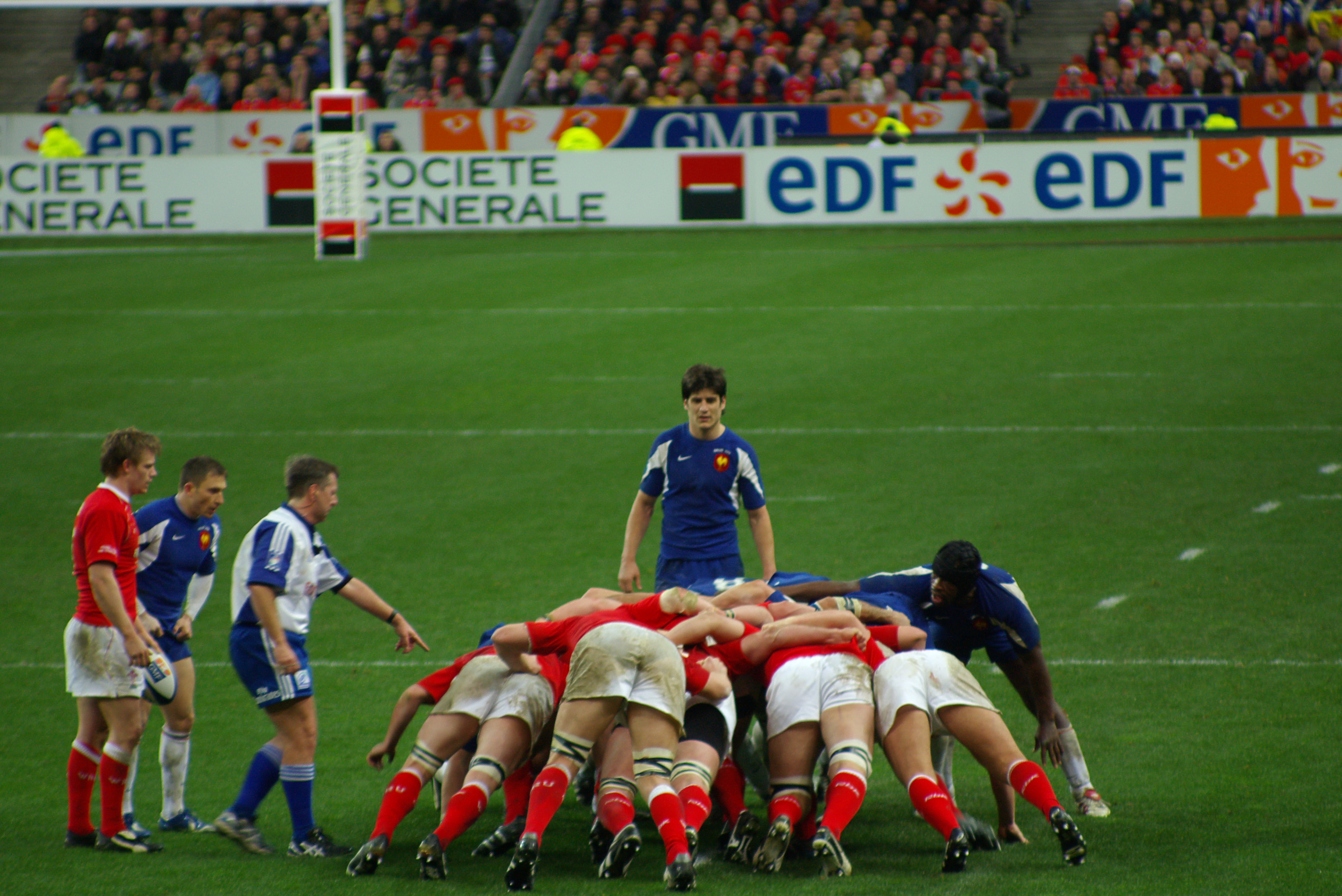
Mêlée ordonnée lors de France-Galles en 2007.

- Mêlée relevée : lorsque les premières lignes se sont engagées dans la mêlée fermée, il arrive que l'une d'entre elles ou les deux ne puisse rester en position allongée et se remette debout sous la pression. La mêlée est alors dite relevée, ce qui est théoriquement interdit. L'arbitre peut choisir de la faire refaire ou de sanctionner l'une des deux équipes s'il considère qu'elle s'est volontairement relevée pour éviter de subir la pression adverse.
- Mêlée simulée : si une équipe n'est plus en mesure d'aligner trois joueurs de métier en première ligne, plusieurs titulaires ou remplaçants étant blessés, les mêlées sont effectuées mais non disputées, ce qui signifie qu'il n'y a plus de poussée en mêlée et que l’équipe qui introduit récupère toujours le ballon.Cependant l’équipe qui ne peut pas aligner une premiere ligne doit jouer à 14.
- Mêlée spontanée : voir ruck.
- Mêlée tournée : terme utilisé lorsqu'une mêlée « tourne » de plus de 90 degrés par rapport à son axe de départ.
- Montrer le Capitole : terme toulousain désignant un plaquage cathédrale (voir Cathédrale).
- Montrer le Canigou : terme catalan désignant un plaquage cathédrale (voir Cathédrale).
- Mouchoir d'Adam : C'est l’action de se moucher en faisant pression avec un doigt sur une narine.
- Moufles (avoir des, devoir enlever les) : se dit d'un joueur (souvent un avant) particulièrement peu adroit à la main, commettant de fréquents en-avants.

## N
- Nettoyage : action qui consiste à dégager de force les adversaires afin de libérer le ballon d'un regroupement. Moyen utilisé pour enlever des adversaires en position irrégulière et qui gênent le déroulement d'une action. Pour que la continuation d'une action soit bien engagée il est important de transmettre le ballon dans de bonnes conditions, un ballon propre, d'où le nettoyage nécessaire au préalable. Synonyme de déblayage.
- Nettoyeur : joueur dans un regroupement qui repousse un adversaire afin de protéger ou de récupérer le ballon.

## O
- Off-load : « réaliser une passe réussie malgré un plaquage, une passe dans la défense, qui élimine ainsi un adversaire, permettant au jeu de continuer, de se prolonger et parfois de s'amplifier à partir de cette passe réussie sur ou juste derrière la ligne d'avantage[7]. »
- Ordres : mots prononcés par l'arbitre à l'occasion des mêlées fermées (voir « Flexion. Liez. Stop. Jeu ! »).
- Ouvert / fermé : quand une mêlée n'est pas sur l'axe central du terrain, le côté ouvert est le grand côté latéral, l'autre est le fermé. Le demi de mêlée et le demi d'ouverture peuvent varier le jeu en utilisant à bon escient (surnombre acquis ou possible) ces deux possibilités.
- Ouvreur : synonyme de demi d’ouverture.
- Ouvrir : on dit d’un joueur qu’il « ouvre » quand il passe le ballon vers l’extérieur d’un regroupement au lieu de rester auprès de celui-ci. En général, on ouvre vers les trois-quarts.
- Ovalie : le monde du rugby.

## P
- Pack : terme qui désigne les huit joueurs des trois lignes d’avants.
- Pagelles : terme familier désignant les poteaux.
- Pas de l'oie : geste technique inventé par l'Australien David Campese. Il s'agit d'un jeu de jambe qui permet à l'attaquant de marquer un temps d'arrêt, très court, dans sa course d'une impulsion sur la jambe d'appui puis de repartir rapidement vers la ligne d'en-but. Cette technique permet de déstabiliser sur le moment propice au plaquage et/ou de ralentir significativement la défense adverse dès lors basée sur un potentiel changement d'intention de l'attaquant (passe ou crochet)[8]. À ne pas confondre avec le pas de côté utilisé lors du cadrage-débordement.
- Passage à vide : obstruction effectuée par un joueur qui passe sans le ballon (donc « à vide ») devant un de ses partenaires porteur du ballon et qui gêne ainsi l'intervention des défenseurs. Sanctionnable d'une pénalité. Voir écran.
- Passe à cartouche : passe dont la réception empêche le joueur d'éviter un plaquage de l'adversaire. Voir Casse-pipe
- Passe croisée : action de jeu où un joueur transmet le ballon à un partenaire qui arrive en sens opposé pour prendre la défense à revers. Faite généralement par les trois-quarts.
- Passe redoublée : action consistant pour un joueur à passer le ballon à un coéquipier qui le lui rend presque immédiatement.
- Passe sautée : passe qui n’est pas faite au coéquipier le plus proche, mais à celui qui se trouve plus loin. Si on évite deux coéquipiers, on parle de (passe) double sautée.
- Passe vissée : passe vive et puissante par laquelle on imprime une rotation au ballon pour le faire accélérer.
- Passe à suivre : voir petit par-dessus.
- Passer les bras/Passage de bras : action consistant à passer le ballon à un coéquipier malgré le plaquage d’un adversaire en « passant les bras » derrière le corps de celui-ci (en général au-dessus des bras du plaqueur), et qui permet de faire se poursuivre l’action.
- Passer par la porte : sur une phase plaqueur-plaqué, ou ruck, le joueur qui défend, et qui tente de récupérer le ballon, doit passer par la porte, à savoir dans l'axe du regroupement, et non sur le côté, sous peine d'être sanctionné d'une pénalité.
- Peel-off : action effectuée par un joueur quittant l'alignement en touche pour récupérer le ballon tapé à la main par un de ses coéquipiers au cours de la touche.
- Pénalité : en cas de faute d'un joueur, l'arbitre siffle une pénalité au bénéfice de l'équipe adverse, qui se voit rendre le ballon. L'équipe qui bénéficie de la faute a alors le choix entre taper en touche (voir pénaltouche), demander une mêlée, ou jouer la faute « à la main » (comme pour un bras cassé ou en faisant simplement une passe). Ce terme désigne aussi le coup de pied placé ou tombé du joueur qui tente d'expédier le ballon entre les poteaux adverses. Réussi, il vaut trois points.
- Pénaltouche : pénalité tapée en touche aux abords de la ligne adverse. L'avantage de la possession reste à l'équipe qui a botté en touche. C’est un choix tactique destiné à permettre à l’équipe d’inscrire un essai et donc de marquer cinq points (voire sept avec la transformation à suivre), au lieu des trois que rapporteraient une tentative de but réussie.
- Percée : voir franchissement.
- Perches : terme familier désignant les poteaux.
- Périmètre (petit) : zone située aux abords des regroupements. Contraire de large.
- Petit par-dessus: coup de pied tactique de faible longueur et de faible hauteur destiné à faire passer le ballon au-dessus d'un défenseur dans l'espoir de le réceptionner. Ce dernier ne peut pas effectuer un plaquage et se retrouve piégé. Synonyme : passe à suivre.
- Phase de conquête : toute phase de jeu dans laquelle les joueurs des deux équipes sont au contact pour tenter de s’emparer du ballon ou de le conserver. Les principales sont la mêlée, la touche et les regroupements.
- Phase statique : toute action faisant suite à un arrêt de jeu signifié par l’arbitre ou résultant de la sortie du ballon hors du champ de jeu. Les principales phases statiques sont la mêlée ordonnée et la touche..
- Pick and go (anglais : ramasser et avancer) : anglicisme décrivant l’action qui consiste à ramasser le ballon dans un regroupement et à repartir droit devant soi.
- Pied frein  (anglais break foot) : pied du talonneur tendu en direction de son vis-à-vis pendant les étapes de flexion et de liaison lors de la phase d'engagement dans la mêlée ordonnée. Cette règle mise en place en 2022 vise à empêcher les joueurs, notamment les talonneurs, de subir des charges axiales et des pressions excessives dans le maul.
- Pilier : joueur de première ligne, il porte le numéro 1 ou 3 et est principalement chargé de pousser en mêlée et de soutenir ses coéquipiers en touche.
- Pilou Pilou : chant d'encouragement du Rugby Club Toulonnais.
- Pizza (envoyer une) : lancer en touche particulièrement peu précis. Par extension, on dit aussi "Lancer comme un pizzaïolo". Synonyme de Brique.
- Planchot : terme d’occitan pour désigner le tableau d’affichage.
- Planchot (prendre le) : passer devant au score.
- Plantxot, Planchot : termes respectivement catalan et occitan (planche de bois) qui sont utilisés pour surnommer le Bouclier de Brennus. La prononciation est identique dans les deux langues ([plɑ̃ˈtʃɔt]), seule diffère l'orthographe.
- Plaquage : action qui consiste à amener un adversaire au sol en l’attrapant avec les bras. Le joueur plaqué est ainsi tenu.
- Plaquage cathédrale : plaquage dangereux consistant à faire décoller l’adversaire et à le projeter au sol en appuyant de toutes ses forces (voir Cathédrale).
- Plaquage soleil : plaquage dangereux où le plaqueur fait passer les pieds du plaqué par-dessus tête, augmentant les risques lors de la chute au sol. Répréhensible et sanctionné d'une pénalité, voire d'un carton jaune ou rouge selon la sévérité de l'action.
- Plaquage haut : le plaquage haut est un plaquage exécuté en saisissant l'adversaire au-dessus des épaules. C'est un geste qui peut être considéré par l'arbitre comme du jeu dangereux, et sanctionné par une pénalité, voire en outre par un carton jaune ou rouge.
- Plaquage à retardement : plaquage exécuté sur un joueur alors qu'il n'est plus en possession du ballon et qui peut être considéré comme du jeu dangereux et être sanctionné d'une pénalité. Toutefois, le plaquage est considéré comme régulier si l'arbitre estime qu'il a été réalisé « dans le mouvement » sans intention de nuire.
- Plongeon/plonger : action d’un joueur qui ne reste pas sur ses appuis et se jette sur d’autres joueurs au sol.
- Points : le décompte des points est compliqué par les différentes possibilités de marquer. Depuis 1992, l'essai vaut 5 points, la transformation de l'essai 2 points, la pénalité 3 points et le drop 3 points. (voir Décompte des points au rugby à XV)
- Poteaux (de but) : ensemble de trois barres, deux verticales, une horizontale, formant un « H », disposé au centre des lignes de but. En faisant passer le ballon dans la partie supérieure du « H », on peut marquer deux (transformation) ou trois (pénalité, drop goal) points.
- Poussée/Pousser : action qui consiste à tenter d'avancer en étant au contact de l'adversaire dans les phases de mêlée fermée et de maul.
- Poussée/Pousser en travers : action répréhensible consistant pour un pilier à pousser vers l'intérieur de la mêlée fermée au lieu de respecter un axe de poussée parallèle à l'axe de la mêlée.
- Première ligne : désigne les joueurs qui portent les numéros 1 à 3, ils constituent la première ligne d'une équipe lors d'une mêlée ordonnée. On distingue les piliers droit et gauche qui encadrent le talonneur.
- Près (jouer au/jeu au) : fait de maintenir le jeu autour des regroupements. On parle aussi de jeu dans le petit périmètre.
- Pumas : surnom de l’équipe d'Argentine de rugby à XV
- Profondeur : l'axe profond est une ligne parallèle à la ligne de touche.
  - Les joueurs attaquants doivent prendre de la profondeur dans l’exécution des passes. Alors que les joueurs qui défendent sont sur une même ligne de défense, les joueurs attaquants se positionnement très en arrière du porteur de balle afin d'avoir plus de champ d'action.
  - Le jeu au pied comporte des tactiques variées sur l'axe profond : du coup de pied court pour éviter la ligne de défense de l'adversaire (casquette), au coup de pied très long pour faire reculer toute l'équipe adverse et aller jouer sur son terrain.
- Protocole commotion : il s'agit d'un protocole d'application immédiate sur ordre de l'arbitrage, qui a pour but de vérifier qu'un joueur ayant subi un choc violent, ne soit victime d'une commotion cérébrale. Sur le plan du déroulement du jeu, il consiste à autoriser le remplacement temporaire de ce joueur, afin de vérifier s'il sera ensuite apte à revenir sur le terrain, et s'il ne l'est pas, son remplacement devient alors définitif.

## R
- Raffut : action qui consiste à repousser un  adversaire avec la main ouverte et le bras tendu, l’autre main tenant le ballon.
- Ras : voir près.
- Regroupement : le regroupement est formé par trois joueurs ou plus au sol ou debout, qui cherchent à avancer en se liant pour garder ou récupérer le ballon. Les joueurs qui se trouvent au sol n'ont plus le droit de le disputer et doivent sortir de la « zone de conquête » où le ballon est disputé. C'est d'après le regroupement que se détermine la ligne de hors-jeu, ligne fictive perpendiculaire à la ligne de touche qui passe par le dernier pied du joueur engagé, dans un camp comme dans l'autre.
- Relayeur : joueur en position de recevoir le ballon dévié ou passé par un joueur dans un alignement.
- Renvoi aux 22 mètres : coup de pied tombé donné par l’équipe défendant dans son camp derrière la ligne des 22 mètres (25 yards anglais) pour remettre le ballon en jeu, une fois que celui-ci est sorti en ballon mort ou après un touché en but.
- Rideau (défensif) : ensemble de joueurs déployés sur une ligne, chargés de contrôler les attaquants et de les empêcher de passer. Une équipe bien organisée peut avoir un deuxième rideau, voire un troisième rideau, pour rattraper des adversaires qui auraient échappé au premier.
- Roulotte : action dangereuse qui consiste à passer sous un adversaire en train de sauter pour le déséquilibrer.
- Ruck (anglais : groupe) : Phase de jeu dans laquelle un ou plusieurs joueurs de chaque équipe sur leurs pieds, physiquement au contact, entourent le ballon au sol. Il faut au minimum deux joueurs pour créer un ruck : un de chaque équipe, debout sur leurs appuis qui entourent le ballon au sol. Type de regroupement, à la différence que le regroupement ne débute pas forcément par un plaquage. Synonymes : mêlée ouverte, mêlée spontanée.
- Rucking : action consistant à talonner avec les pieds de l’avant vers l’arrière le ballon ou un joueur adverse gênant la sortie du ballon. Elle est autorisée si elle a bien pour objectif de faire vivre le ballon. Voir stamping.

## S
- Sac de plaquage : matériel en mousse de forme cylindrique servant à répéter les plaquages à l'entraînement.
- Saignement : lorsqu'un joueur a une blessure ouverte et saigne, il doit sortir de l'aire de jeu et être remplacé. Il a la possibilité de rentrer en jeu après avoir été soigné, le remplacement est dit temporaire.
- Sang et or: surnom de l'équipe de l'USA Perpignan.
- Saucisson : passe de mauvaise qualité (Passe de maçon).
- Sauteur : joueur auquel on lance le ballon lors d'une touche. C'est le rôle des deuxièmes et troisièmes lignes.
- Squadra Azzurra : surnom de l'équipe d'Italie de rugby à XV
- Springboks : surnom de l’équipe d'Afrique du Sud de rugby à XV
- Stamping (anglais stamp: taper du pied) : action, répréhensible d'un carton rouge, consistant à frapper du pied de haut en bas un joueur adverse au sol, a priori hors-jeu. À ne pas confondre avec le rucking.
- Surnombre : terme utilisé pour indiquer qu'il existe un nombre plus élevé d'attaquants que de défenseurs adverses. Si chaque porteur du ballon fixe son adversaire et passe la gonfle au partenaire le plus proche, tout en restant sur l'axe profond pour ne pas coincer l'attaque sur la touche, alors l'essai peut être au bout.

## T
- Talonnage/Talonner : action effectuée par le talonneur lors d'une mêlée ordonnée, par laquelle il ramène le ballon vers son camp avec le talon.
- Talonnage à la main : action répréhensible par laquelle un joueur au sol dans un regroupement ramène le ballon avec la main vers son camp.
- Talonneur : joueur de première ligne portant le numéro 2, placé entre les deux piliers en mêlée fermée, et chargé de talonner le ballon lors de cette phase de jeu.
- Tampon : gros plaquage. Voir bouchon, caramel.
- Tchic-tchac : Voir cadrage débordement.
- Tee : objet permettant de poser le  ballon pour tenter les coups de pied placés (pénalité, transformation, coup d'envoi). Il a presque définitivement remplacé le petit monticule de sable ou le trou creusé dans le sol.
- Temps de jeu : durée s’écoulant entre deux regroupements dans le jeu courant. Le fait d’« enchaîner les temps de jeu » indique une certaine maîtrise de la part d’une équipe.
- Tenu : se dit d’un joueur plaqué et mis au sol, et qui doit immédiatement lâcher le ballon sous peine d’être sanctionné d’une pénalité, tant qu’il ne s’est pas remis debout.
- Terrain : surface sur laquelle est disputée un match.
- Terre promise : désignation familière de l'en-but adverse.
- Test match (ou test) : affrontement entre deux sélections nationales en dehors de toute compétition (Coupe du monde, Six nations, Rugby Championship). De fait, la plupart des test matchs sont les points culminants d'une équipe en tournée.
- Tir au but : voir coup de pied placé.
- Tournée : une série de matchs d'une équipe se déplaçant de ville en ville, à l'échelle d'un ou plusieurs pays.
- Torpedo : technique consistant, pour un buteur, à positionner le ballon presque à l'horizontale sur le tee avant de le frapper.
- Tortue : synonyme de maul. Ce fut à l'origine un surnom donné au début des années 1990 aux avants du CA Bègles (la tortue béglaise) qui étaient passé maîtres dans l'art d'avancer debout en formation serrée (maul déroulant).
- Touche :
  - limite latérale du terrain de jeu (ligne au sol et drapeaux d'angles). L'arbitre de touche administre les sorties du ballon en touche.
  - remise en jeu par un lanceur positionné sur la ligne de touche. Il envoie le ballon en hauteur au milieu de deux lignes parallèles composées chacune d’un minimum de deux joueurs de chaque équipe.
- Touché en but : action consistant pour un joueur à exercer une pression sur le ballon de haut en bas dans son propre en-but avec toute partie du corps située entre le cou et la ceinture. Il est suivi d’un renvoi au 22 mètres, d'une mêlée à cinq ou d'une mêlée à l'endroit du coup de pied, selon l'équipe responsable de l'entrée du ballon dans l'en-but et selon que le coup de pied amenant le ballon dans l'en-but ait été donné dans une phase statique (coup de pied de renvoi) ou dans le jeu courant.
- Transformation : lorsqu'un essai a été marqué, l'équipe a la possibilité de marquer deux points supplémentaires. Son buteur doit, d'un coup de pied tombé ou placé, faire passer le ballon entre les poteaux. S’il réussit, deux points supplémentaires sont accordés à l'équipe.
- Transformation du jeu/transformer le jeu : action consistant à envoyer rapidement le ballon à l’opposé de l’endroit où il se trouve, au pied ou à la main, afin de déstabiliser la défense adverse.
- Triple couronne : Durant le Tournoi des six nations, série de trois victoires d'une des quatre équipes issues des îles Britanniques.
- Troisième ligne : joueurs portant traditionnellement les numéros 6 à 8, ils sont en troisième ligne dans une mêlée ordonnée. On distingue le troisième ligne centre (numéro 8) qui est encadré par les troisième ligne ailes ou flankers (numéros 6 et 7). Les « flankers » ont une fonction principale de coureur ou de plaqueur, il faut tout posséder de même ces deux qualités pour occuper ce poste.
- Troisième mi-temps : terme spécifique au rugby qui désigne les réjouissances d'après match.
- Trois-quarts : désigne l’ensemble des joueurs des lignes arrières (traditionnellement n°11 à 14), à l'exception de l'arrière lui-même (traditionnellement n°15).
- Trois-quarts centre : nom donné aux deux joueurs placés au milieu de la ligne des trois-quarts et portant traditionnellement les numéro 12 et 13. Abrégé en « centre ».
- Trois-quarts aile : nom donné aux deux joueurs placés sur les ailes de la ligne des trois-quarts et portant traditionnellement les numéro 11 et 14. Abrégé en « ailier ».
- Turnover : anglicisme désignant soit 
  1. un ballon rendu involontairement à l'équipe adverse dans le jeu (de l'anglais to turn the ball over to the other team : rendre le ballon à l'adversaire);
  2. la gestion de l'effectif par l'entraîneur qui remplace régulièrement certains joueurs d'un match sur l'autre afin de les préserver (de l'anglais turnover : renouvellement, rotation).

## U
- Up and under (anglais : en haut et dessous) : voir chandelle.

## V
- Verrouilleur : joueur placé le plus loin du bord du terrain dans l'alignement lors d'une touche. Il appartient à l'équipe qui effectue le lancer.
- Vendanger : Rater une passe ou manquer une occasion de marquer un essai alors que cette occasion apparaissait comme immanquable.
- Volleyer : faire une passe à un coéquipier comme le ferait un volleyeur, sans saisir le ballon à deux mains mais en détournant juste sa trajectoire. La passe volleyée a pour objectif d'accélérer la transmission du ballon ou de tromper l'adversaire.

## W
- Wallabies : surnom de l’équipe d'Australie de rugby à XV